# Sekrecja kanalikowa

Schemat powstawania moczu

Sekrecja kanalikowa – jeden z procesów zachodzących podczas powstawania moczu. Podczas przechodzenia moczu pierwotnego przez kanaliki nerkowe nefronów kręgowców do moczu ostatecznego wydzielane są  substancje zbędne w organizmie. Proces ten zachodzi na drodze dyfuzji lub transportu aktywnego.